# گزلر (سنان‌پاشا)
گزلر (به ترکی استانبولی: Gezler) یک منطقهٔ مسکونی در ترکیه است که در سنان‌پاشا واقع شده‌است.